# Croton tricolor
Croton tricolor är en törelväxtart som beskrevs av Johann Friedrich Klotzsch och Henri Ernest Baillon. Croton tricolor ingår i släktet Croton och familjen törelväxter. Inga underarter finns listade i Catalogue of Life.